# Lista de sistemas mecânicos quânticos com soluções analíticas
Um sistema de mecânica quântica é um sistema no qual o comportamento de suas partículas pode ser explicado através da matemática incorporando a quatro princípios: 
1. A quantização da energia; onde a troca de energia ocorre em pacotes de energia discreta e a transferência não é contínua, como descrito por Max Planck.
2. A dualidade matéria-energia, que primeiro foi considerada por James Maxwell que a luz é uma onda eletromagnética e, descoberto por Einstein, a natureza da partícula da luz. Doravante, a luz é considerada como tendo natureza dual.
3. O princípio da incerteza que  estabelece um limite na precisão com que certos pares de propriedades de uma dada partícula física. Como Werner Heisenberg afirmou, em escalas microscópicas, a natureza em si não permite as medidas de posição e momento das partículas simultaneamente.
4. Finalmente, o princípio da correspondência onde  todas as grandezas do do mundo quântico (usualmente microscópico) tem sua correspondência no mundo clássico. Como colocado por Niels Bohr: A física clássica e física quântica dão as mesmas respostas quando o sistema se torna grande[1].

## Definição matemática
Muito da compreensão da mecânica quântica pode ser obtida a partir da compreensão das soluções de forma fechada para a equação de Schrödinger não relativista dependente do tempo em um espaço de configuração apropriada.  Em coordenadas cartesianas vetoriais {\displaystyle \mathbf {r} }, a equação assume a forma:{\displaystyle H\psi \left(\mathbf {r} ,t\right)=\left(T+V\right)\,\psi \left(\mathbf {r} ,t\right)=\left[-{\frac {\hbar ^{2}}{2m}}\nabla ^{2}+V\left(\mathbf {r} \right)\right]\psi \left(\mathbf {r} ,t\right)=i\hbar {\frac {\partial \psi \left(\mathbf {r} ,t\right)}{\partial t}}}
em que {\displaystyle \psi } é a função de onda do sistema, H é o operador hamiltoniano e T e V são os operadores da energia cinética e energia potencial, respectivamente. (Formas comuns desses operadores aparecem nos colchetes.) A quantidade t é o tempo. Os estados estacionários dessa equação são encontrados resolvendo-se a função de autovalores e autovetores (independente do tempo) da equação de Schrödinger,
{\displaystyle \left[-{\frac {\hbar ^{2}}{2m}}\nabla ^{2}+V\left(\mathbf {r} \right)\right]\psi \left(\mathbf {r} \right)=E\psi \left(\mathbf {r} \right)}
ou qualquer formulação equivalente desta equação em um sistema de coordenadas diferente das coordenadas cartesianas. Por exemplo, sistemas com simetria esférica são simplificados quando expressos com coordenadas esféricas. Muitas vezes, apenas soluções numéricas para a equação de Schrödinger podem ser encontradas para um determinado sistema físico e sua energia potencial associada. Existe um subconjunto de sistemas físicos para os quais a forma das funções de autofunções e suas energias associadas podem ser encontradas. 
Esses sistemas mecânicos quânticos com soluções analíticas estão listados abaixo.

## Sistemas resolvíveis
- Coeficiente de reflexão
- Oscilador harmônico quântico
- Partícula em um anel
- Partícula em um potencial esfericamente simétrica
- Partícula em uma caixa
- Partícula livre
- Pêndulo quântico
- Potential delta
- Potencial de passo
- Potencial de Pöschl-Teller
- Sistema quântico de dois estados
- Spherium